# Carrières Centrales

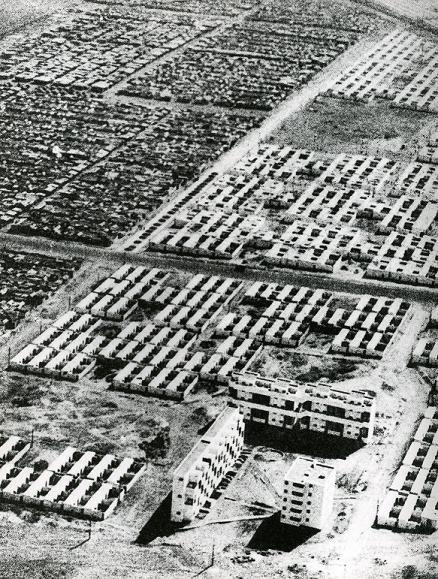
Vista de aérea de Hay Mohammadi en 1935.

Carrières Centrales (en árabe marroquí: كريان سنطرال) son una serie de desarrollos de viviendas modernistas en Casablanca, Marruecos, diseñados en la década de 1950 por los arquitectos Georges Candilis, Shadrach Woods y Alexis Josic. El desarrollo tenía como objetivo crear "hábitats" utópicos que brindaran alternativas a la vida marginal para los residentes de clase trabajadora de la ciudad.

## Historia
Michel Écochard fue nombrado director del Service de l’Urbanisme et de l’Architecture del protectorado francés en 1946. Tras un estudio multidisciplinario de las necesidades de vivienda del país, Écochard estableció un plan para desarrollar una serie de proyectos de vivienda para los trabajadores pobres en las afueras de las principales ciudades de Marruecos. Écochard concibió un programa sustancial que incluía un plano de cuadrícula de 8 x 8 metros especialmente diseñado.
Carrières Centrales, un lugar dentro del distrito Hay Mohammadi de Casablanca, fue el primer proyecto en probar el diseño de Écochard. El proyecto tenía como objetivo proporcionar viviendas asequibles para las personas que trabajaban en una fábrica cercana y en casas de franceses.
En 1952, Georges Candilis, Shadrach Woods y Alexis Josic —los arquitectos asignados a Écochard para el proyecto— diseñaron una serie de complejos modulares modernistas utópicos para el lugar que albergaban instalaciones educativas, administrativas y religiosas adicionales. Fueron influenciados por la Unité d'habitation de Le Corbusier y la naturaleza comunitaria de la vida en los barrios marginales. Los edificios fueron conocidos por los residentes como Semiramis y Nid D'Abeille como referencia a sus similitudes visuales con los panales y los Jardines Colgantes de Babilonia respectivamente.
Desde su construcción, muchos de los residentes del complejo han modificado significativamente los edificios, con frecuencia tapiando los balcones originales.